# Hemiechinus auritus
Espèce
Statut de conservation UICN

 LC  : Préoccupation mineure
Hemiechinus auritus est une espèce de mammifères érinaceomorphes de la famille Erinaceidae reconnaissable, comme l'autre espèce du même genre, à des pavillons auditifs plus développés que chez le hérisson commun. On les appelle en français « Hérisson à grandes oreilles » comme toutes les espèces de ce genre ou « Hérisson oreillard ».

## Liste des sous-espèces
Selon MSW :
- sous-espèce Hemiechinus auritus aegyptius
- sous-espèce Hemiechinus auritus albulus
- sous-espèce Hemiechinus auritus auritus
- sous-espèce Hemiechinus auritus libycus
- sous-espèce Hemiechinus auritus megalotis

## Distribution
Hemiechinus auritus a une aire de répartition mondiale qui s'étend de la région de la Méditerranée orientale, à travers l'Asie du Sud-Ouest jusqu'à l'Ouest du Pakistan au Sud ; et de l'Est de l'Ukraine à travers la Mongolie jusqu'à la Chine.

### Présence certaine

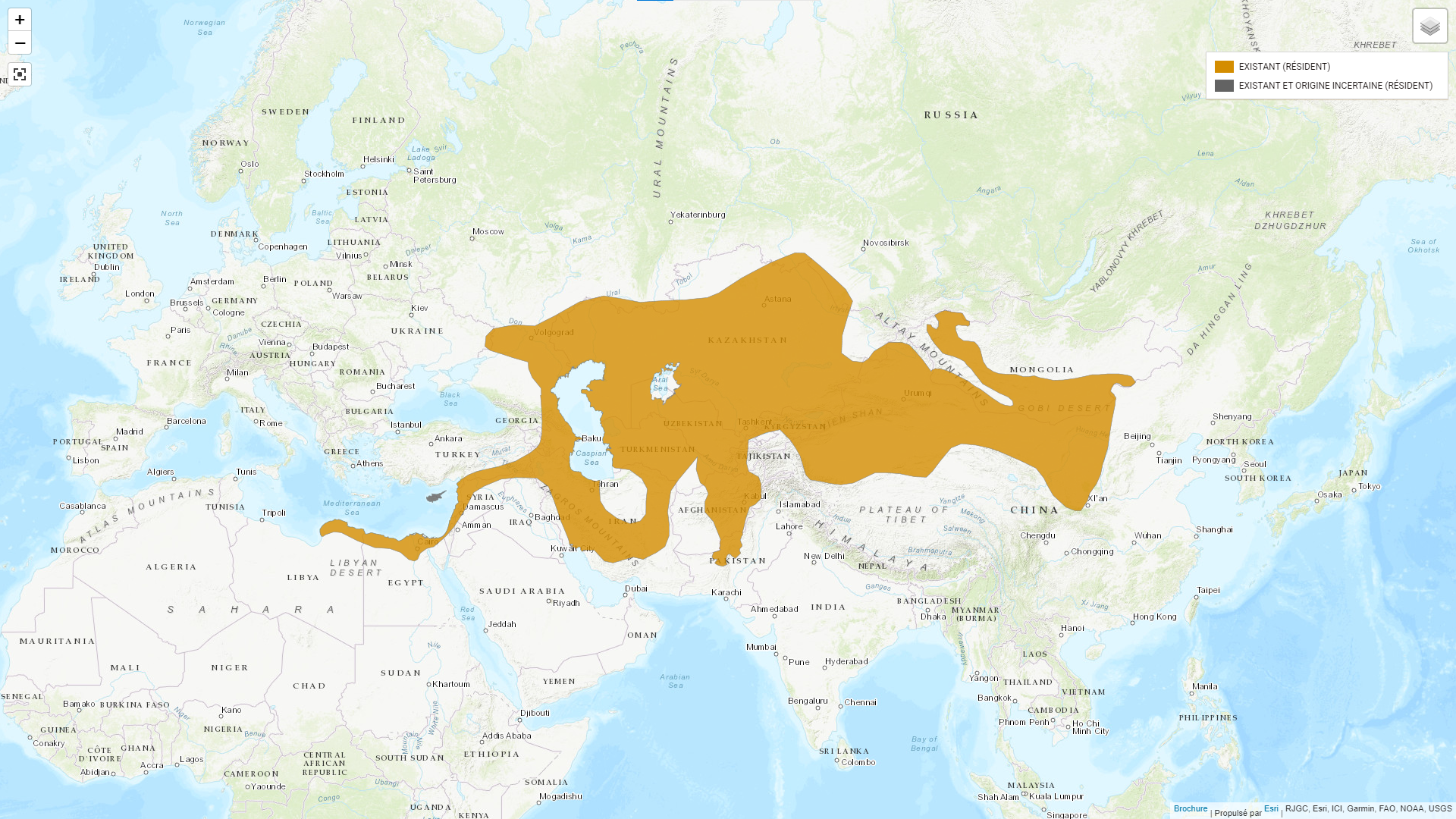
Aire de répartition de l'espèce

- Afghanistan
- Chine
- Chypre
- Egypte
- Iran
- Irak
- Israël
- Kirghizistan
- Liban
- Libye
- Mongolie
- Pakistan
- République arabe syrienne

- TadjikistanAire de répartition de l'espèce

- Turquie

- Turkménistan
- Ukraine
- Ouzbékistan

### Présence incertaine
- Arménie
- Azerbaïdjan
- Géorgie
- Kazakhstan

## Habitat et écologie
Hemiechinus auritus habite différents types de steppes sèches, semi-désertiques et désertique. Il préfère les vallées fluviales sèches, les ravins, les brise-vent forestiers, les fossés d'irrigation abandonnés et les zones arbustives, et s'installe souvent dans des oasis et autour des établissements humains. Il évite les tugais et les hautes herbes.
Cette espèce principalement solitaire et nocturne vit dans des terriers qu'elle creuse généralement elle-même, bien qu'elle occupe parfois des terriers abandonnés de tortues, de gerbilles, de renards et de loutres. Il hiberne en hiver et peut aussi estiver par temps chaud et sec. Il a une espérance de vie entre 2 et 3 ans.

## L'Hérisson oreillard et l'Homme

### Informations sur l'évaluation
Cette espèce a une grande taille de population et une large distribution. Aucun déclin de la taille de la population n'a été détecté et il n'y a pas de menaces majeures répandues connues. Par conséquent, cette espèce est évaluée comme Préoccupation mineure. Cependant, des recherches taxonomiques sont nécessaires et peuvent aboutir à la division de ce taxon en plusieurs espèces différentes ; dans ce cas, une réévaluation sera nécessaire.

### Population
C'est une espèce répandue et commune dans la majeure partie de l'aire de répartition, bien que certaines populations marginales soient fragmentées et en déclin.

### Menaces
Aucune menace n'est connue pour la majeure partie de l'aire de répartition.

### Mesures de conservation
Il est présent dans un certain nombre d'aires protégées dans toute sa vaste aire de répartition. Aucune mesure de conservation spécifique n'est nécessaire pour cette espèce.